# Jean-Paul Sartre
Jean-Paul Sartre [ʒɑ̃ pɔl saʁtʁ]IPA [žán pol sártr] (21. června 1905 – 15. dubna 1980) byl francouzský filozof, spisovatel, dramatik, literární kritik a politický aktivista. Patří mezi nejvýznamnější postavy poválečné kultury v Evropě. Byl jedním z hlavních představitelů existencialismu a marxismu ve 20. století.
Sartre svým dílem ovlivnil nejen filozofii, ale také sociologii, literární kritiku či postkoloniální studia. Často bývá také zmiňován pro nekonvenční, nicméně celoživotní vztah se spisovatelkou a feministickou teoretičkou Simone de Beauvoir.
V roce 1964 mu byla udělena Nobelova cena za literaturu. On ji však odmítl s odůvodněním, že nikdy nepřijal žádné oficiální vyznamenání a věří, že spisovatel nesmí dopustit, aby se z něj stala instituce.

## Stručný životopis
Jean-Paul Sartre se narodil v Paříži, kde vyrůstal v měšťanském prostředí intelektuálů. Otec zemřel, když byly Jean-Paulovi dva roky. Vyrůstal pak v domě svého dědečka z matčiny strany, Carla Schweitzera, profesora němčiny na Sorbonně a strýce známého misionáře a lékaře Alberta Schweitzera. Již v útlém dětství se ponořil do literatury, která se pro něj jako malého chlapce s šilhavýma očima stala útěchou před nepřátelským světem.
Navštěvoval lyceum Jindřicha IV., kde se seznámil s Paulem Nizanem, a později lyceum v La Rochelle. V letech 1922–1924 byl v přípravné třídě (classe préparatoire) na lyceu Louis-le-Grand. Později byl přijat na prestižní École normale supérieure, kde se seznámil s Raymondem Aronem, budoucím významným politologem. Roku 1929 také poznal Simone de Beauvoir, s níž ho do konce života pojil otevřeně volný, ale trvalý partnerský vztah. V tomto období poznal i mnohé další budoucí významné autory, mezi něž patřili například Maurice Merleau-Ponty, Simone Weilová, Emmanuel Mounier či Claude Lévi-Strauss. Studium ukončil roku 1929 jako nejlepší z celé filosofické třídy a poté pracoval jako učitel na lyceích v Le Havre, Laonu a Paříži.
V letech 1933–1934 absolvoval pobyt na Francouzském institutu v Berlíně, kde se seznámil s fenomenologickou filozofií. Ovlivnili ho především Hegel, Søren Kierkegaard, Karl Marx, Friedrich Nietzsche, Edmund Husserl a René Descartes, dalším impulsem k jeho tvorbě byli francouzští moralisté (filozofický směr). V roce 1939 se jeho milenkou nakrátko stala Bianca Lamblinová, která v roce 1989 o jejich vztahu vydala knihu Paměti jednoho mladého naivního děvčete. Obvinila ho v ní, že byl tak špatný milenec, že u ní vyvolal frigiditu. Navíc obvinila Beauvoirovou, že Sartrovi dohazovala milenky a pak ho nutila, aby se k nim choval tvrdě a odkopl je. Vzhledem k feminismu Beauvoirové kniha vyvolala skandál.
V průběhu druhé světové války byl roku 1940 jako francouzský voják v Alsasku zajat a internován a po svém propuštění se následujícího roku vrátil do Paříže, kde začal spolupracovat s hnutím odporu Résistance. Od roku 1945 působil jako spisovatel na volné noze. V roce 1948 zařadil papež Pius XII. Sartrovy spisy na Index zakázaných knih.
Po válce se jeho politické postoje přibližovaly komunistické straně, jejím členem se však nikdy nestal. Jeho vztah ke KS poněkud ochladl v roce 1956 po sovětské intervenci v Maďarsku. Před sovětským komunismem vždy upřednostňoval spíše různé alternativní verze komunismu, např. Titův v Jugoslávii, Castrův na Kubě a Maův v Číně. Od šedesátých let kritizoval komunismus zleva a stal se protektorem anarchistických, ultralevicových proudů. Jeho radikalismus přímo ovlivnil studentskou vzpouru roku 1968, ale i terorismus 70. let.
Hodně cestoval, navštívil mj. USA, SSSR, Čínu, Egypt a Kubu. Přednášel také v Praze (1962, 1968). Při své druhé návštěvě uvedl: "Čechoslováci, kteří odmítli řešit svůj odpor střetnutím, mohou nadále bojovat za skutečně demokratický socialismus i přes srpnovou přestávku. Cesta nastoupená v lednu je přísně marxistická a liší se od ostatních liberálních hnutí nebo buržoazního individualismu. Představuje jeden ze vzorů nejvyspělejší formule socialismu, který odhaluje svou demokratickou podstatu... Dělníci představují v Československu baštu boje za socialismus a svrchovanost."
Ve svých politických vystoupeních se angažoval prakticky ve všech tehdejších problémech (např. nezávislost Alžírska, emancipace bývalých kolonií, válka ve Vietnamu a samozřejmě též ve studentských hnutích v roce 1968).
Nikdy se neoženil, ale celoživotní družkou mu byla Simone de Beauvoir. Jednu ze svých milenek, Arlette El Kaim (nar. 1937), původem Egypťanku židovského původu, adoptoval roku 1965 jako dceru.
Jeho parodované alter-ego Jean-Sol Partre, se objevuje v románu Borise Viana Pěna dní.
Na samém závěru života relativizoval některé své dřívější postoje, zvláště v otázkách humanismu a náboženství. Přiznal svou fascinaci judaismem, jeho mesianistickým, utopistickým potenciálem, jeho eschatologií a také jeho teologií. „Bez Židů by filosofie dějin nebyla stejná“ (L’Espoir maintenant, rozhovor s Bennym Lévym).

## Dílo

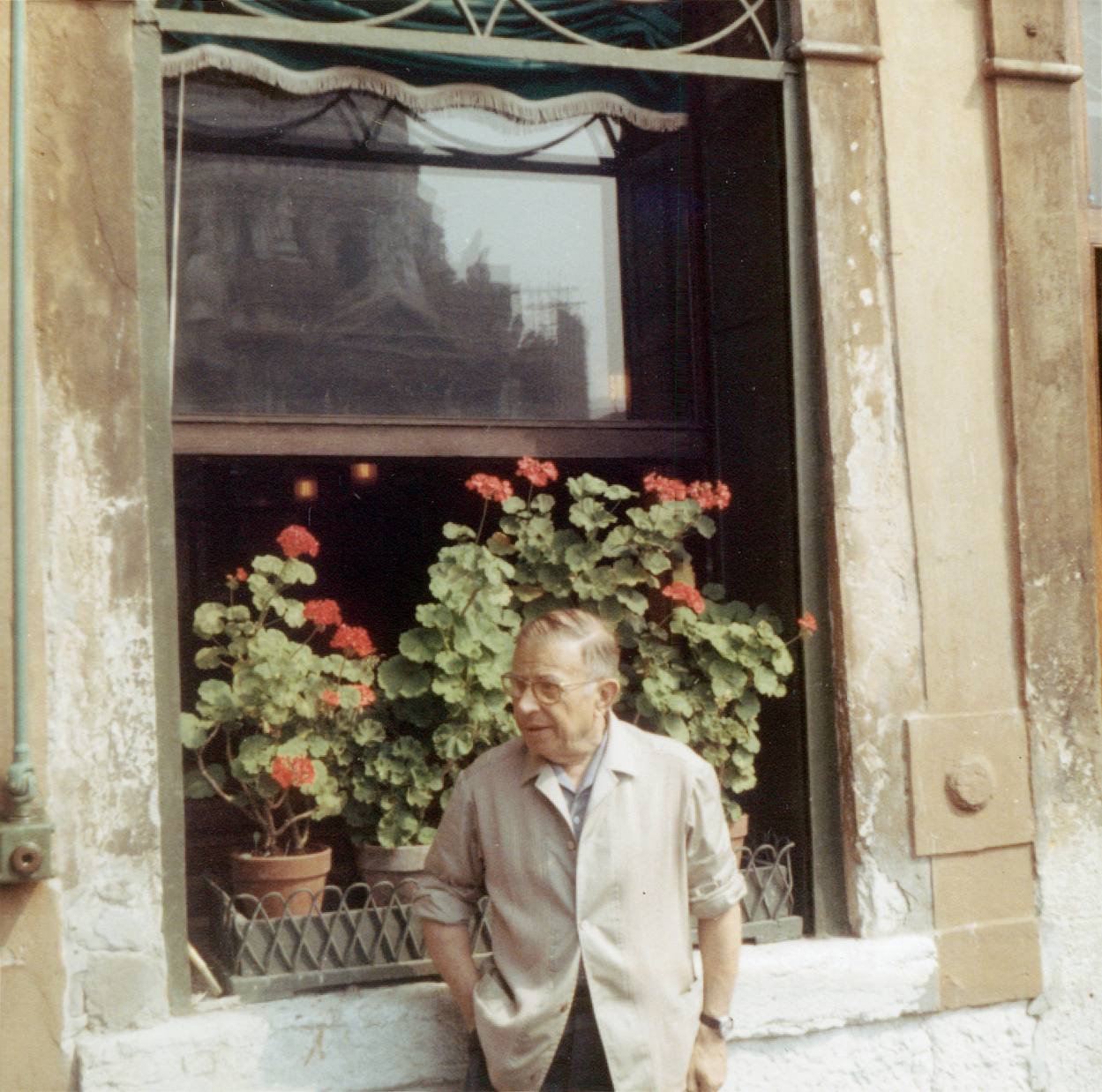
Jean-Paul Sartre v Benátkách (1967)

### Filozofická díla
Ústřední kategorií Sartrovy filosofie je svoboda. V raném díle se jí pokouší interpretovat ve fenomenologických a existencialistických souvislostech. Od 50. let pak posouvá těžiště svého výkladu na svobodu v Dějinách. Oporou mu tu jsou zejména Hegel a Marx.
- L'imagination (1936)
- La transcendance de l'égo (1937)
- Esquisse d'une théorie des émotions (1939)
- L'imaginaire (1940)
- Bytí a nicota (1943)
- Existencialismus je humanismus (1946)
- Cesty k svobodě, I. Věk rozumu (Nakladatelství ELK Praha, 1946)
- Cesty k svobodě, II. Odklad (Nakladatelství ELK Praha, 1947)
- Kritika dialektického rozumu (1960)
- Cahiers pour une morale (1983)
- Vérité et existence (1989)

### Umělecká tvorba
- Nevolnost (1938). Jedná se o syntézu eseje a románu s filosofickým zaměřením. Kniha je psána jako fiktivní deník historika Antoina Roquentina, třicátníka. Ten se po četných cestách po světě načas usadí v provinčním přímořském Bouville (smyšlené město evokující představu Le Havre), aby zde dopsal monografii o markýzi de Rollebon (18. století). Postava Roquentina je osamělá, představuje sartrovskou variaci na prototyp „zbytečného člověka“, frekventovaný v ruských klasických románech. Roquentin, finančně zajištěný, ale dobrovolně izolovaný intelektuál, lhostejný k historickým a společenským souvislostem, se po krizovém prožitku „Nevolnosti“ oddává sebepozorování, analýze i záznamům každodenních prožitků. Ironicky komentuje v deníkových zápiscích život v Bouville, který je plný omezenosti, přetvářky a stereotypu. Jako podstatu Nevolnosti postupně objevuje „přemíru bytí bez důvodu“, absurditu a nahodilost existence sebe i všeho ostatního. „Každý existující se rodí bez důvodu, přežívá ze slabosti a umírá na setkání. Zvrátil jsem hlavu dozadu a zavřel oči. Ale náhle probuzené obrazy vstaly a zaplnily mi oči existencemi: Existence je plnost, kterou nelze opustit. (...) Věděl jsem, že je to Svět, který se náhle ukázal a dusil jsem se zlostí na tu velikánskou, absurdní bytost.“ (Přel. D. Steinová) Roquentin je nesmyslností bytí zhnusen a uzavírá se do sebe, nakonec však zahlédá jakési východisko v požitku z jazzové hudby (dílo je prodchnuto písní Some of these days) a možnosti napsat vlastní knihu. Tento román byl jakýmsi předznamenáním existencialismu.
- Zeď (1939), soubor 5 novel, nejznámější je novela Zeď. Děj se odehrává za španělské občanské války v provizorním vězení s odsouzenci na smrt. Zeď na dvoře věznice je místem jejich popravy. Pomyslná zeď, vystavená ze ztráty iluze věčného žití a očekávání blízké smrti, vězně odděluje v jejich samotě. Hlavní hrdina, anarchista Pablo Ibbieta, si při vědomí nevyhnutelné smrti uvědomí absurditu svého života. Rozhodne se svého velitele neprozradit a naopak si udělá z falangistů žert. Vymyslí si místo, kde se má údajně jeho velitel ukrývat – na hřbitově. Těší se na zklamané falangisty. Není však popraven, ale překvapivě odveden na dvůr a podle všeho bude za několik hodin propuštěn. Jeho vůdce se totiž rozhodl změnit úkryt a na hřbitově byl skutečně nalezen.
- Cesty svobody (1945 – 1949) – nedokončená románová tetralogie. Základním motivem je lidská svoboda, děj se odehrává v letech 1938 – 1940. Hlavním hrdinou je středoškolský profesor filosofie Mathieu Delarue, do jisté míry Sartrovo alter ego.
  - Věk rozumu: Profesor Delarue se od své dlouholeté přítelkyně Marcely dozvídá o jejím těhotenství. Zpočátku jsou oba rozhodnuti pro pokoutní potrat, problémem se stává jenom sehnání potřebné finanční částky. V průběhu komplikovaného hledání pomoci se profesor Delarue setkává se španělským malířem Gómezem, zpěvačkou Lolou, svým bratrem Jacquesem a také s estétem Danielem, který se obtížně smiřuje se svou tajenou homosexualitou. Marcela však překvapivě změní svůj postoj, rozhodne se dítě donosit a vyhoví také Danielově nabídce k sňatku, aniž co tuší o jeho motivech a o jeho homosexualitě.
  - Odklad: Tématem jsou poslední dny září 1938. Sartre po vzoru Johna Dos Passose nabízí fragmentárně roztříštěný, filmovou technikou inspirovaný text, jehož hlavním tématem je Mnichovská dohoda a její důsledky pro život jednotlivců v celé Evropě. Epizody se náhle střídají a jsou sledovány v jejich synchronicitě. Část děje se odehrává také v Čechách (podle údajů v textu Přísečnice v Krušných horách, okr. Chomutov), kde probíhá guerillový boj mezi německým a českým obyvatelstvem. Ve významnější míře jsou sledovány osudy postav, které hrály v prvním díle jen podružnou úlohu.
  - Smrt v duši: Profesor Mathieu Delarue je odveden do francouzské armády a prožívá průběh tzv. Podivné války (ofenzíva Francie proti Německu v letech 1939/40). Na konci románu v beznadějné situaci z kostelní věže střílí do Němců a je jimi ostřelován. Španělský malíř Gómez emigroval do New Yorku, kde živoří a kde nenachází nikoho, kdo by ocenil jeho umění a pochopil jeho otřesnou evropskou zkušenost. Gómezova žena i se synkem spáchá na jihu Francie sebevraždu při pokusu utéci ze země. Danielova snaha žít konvenčním heterosexuálním životem ztroskotává, nadále vyhledává efemérní dobrodružství s mladíky. Komunistu Bruneta uvede politický vývoj po roce 1939 do zmatku a krize.
  - Poslední šance (zachováno pouze ve formě fragmentu; vyplývá z něj mj., že Mathieu Delarue přežil těžká zranění a upadl do německého zajetí; žije v zajateckém táboře s dalšími Francouzi)
- Uragán nad cukrem (1960) – kniha reportáží o kubánské revoluci, značně idealizující Fidela Castra a jeho společníky i kubánskou verzi komunismu.
- Slova (1964) – autobiografická, poněkud sebeironicky laděná kniha, zachycující Sartrovo dětství a jeho dětské rozhodnutí stát se spisovatelem. Jedná se o téměř teologickou rozpravu o hodnotě poslání spisovatele a umělce, o pokusu zastoupit uměleckým tvořením nepřítomného Boha a vykoupit se vlastními silami. Stárnoucí autor je nyní ke své mladistvé volbě shovívavě skeptický, vnímá ho jako projekt, který se sub specie aeternitatis nezdařil.

### Drama
V některých Sartrových dramatech hraje zřetelnou roli vliv antického dramatu, v jiných spíše dědictví osvícenství, B. Brechta nebo A. P. Čechova. Jeho hry se odehrávají v minulosti (antika, německá reformace), nebo v přítomnosti (druhá světová válka). Na historické realitě Sartrovi záleželo jen málo, jednalo se mu o modelové hry.
- Mouchy (Les mouches, 1943) – dramatická parafráze Orestei (Aischylos). Toto drama je považováno za počátek existencialistického divadla. Do města Argu přichází osmnáctiletý Orestés se svým paidagogem. Nežil tu od dětství, kdy byl šťastnou shodou okolností zachráněn před spiklencem Aigisthem. Tento milenec královny Klytaimnestry, Orestovy matky, zavraždil s jejím vědomím krále Agamemnóna při jeho návratu z trójského tažení a sám usedl na trůn. Město se od té doby stalo ponurým, totalitářským státem (trefně parodujícím poměry v kolaborantské vichistické Francii). Orestés, původně spíše zvědavý mladý estét a dobrodruh, se nakonec rozhodne pomstít bezpráví a vzít na sebe tíhu viny za zabití Aigistha i své matky.
- Počestná děvka (1946) – hra ostře kritická k rasistickým poměrům na americkém Jihu. Ze znásilnění a vraždy, spáchané bohatými bělošskými mládenci, má být obviněn nevinný černoch. Klíčové je svědectví bílé prostitutky Lizzie. Ta je zastrašována vlivnými příbuznými viníků, zatímco se ve městě rozpoutá lynč na černochy. Lizzie se nakonec rozhodne policii odhalit pravé viníky.
- Za zavřenými dveřmi (Huis-clos, 1944) (v češtině i pod názvem S vyloučením veřejnosti) – Hra je vybudovaná podle klasického aristotelovského modelu – jednoty času a děje. V jedné místnosti spolu debatují tři mrtví: novinář Garcin – popravený ve válce jako dezertér, lesba Inès (sebevražedkyně) a egoistická erotomanka (vražedkyně vlastního dítěte) Estelle. Žádná z těchto postav se není ochotna vzdát svého mínění o sobě. Z toho je usvědčuje vidění druhých, ti se stávají zrcadly, kde mohou vidět pravdu a na tomto obraze není možné nic změnit. Pak žijí v pekle prokletí pohledem těch druhých.
- Mrtví bez pohřbu (1946) – tato hra pobuřovala především svou drastičností. V improvizovaném vězení na francouzském venkově (zřejmě nedaleko švýcarských hranic) čekají na výslech a jistou smrt z rukou gestapa francouzští odbojáři. Když nejmladší z nich, patnáctiletý Francois ze strachu z mučení a smrti hrozí, že promluví, ostatní ho zardousí. Přes nečekaný obrat v postoji velitele kolaborantské milice dopadne jejich osud špatně - absurdní popravou na nádvoří.
- Špinavé ruce (1948) – V zásadě se jedná o antikomunistickou hru. Idealista Hugo, buržoazní jedináček, člen komunistické strany v nejmenované východoevropské zemi má na pokyn tajné frakce zavraždit jejího generálního tajemníka Hoederera. Končí válka a strana je ještě v ilegalitě, ale brzy z ní má vystoupit a ujmout se značné části moci. Hugovi se podaří stát se Hoedererovým sekretářem a svého šéfa nakonec zavraždit, avšak pravou příčinou činu se stane žárlivost.
- Ďábel a Pánbůh (1951) – Velmi rozsáhlé, filosoficky zřejmě nejpropracovanější Sartrovo drama. V kulisách německé selské války (1525) zachycuje příběh vojevůdce Goetze von Birlichingen. Tento bastard, syn šlechtičny a selského rebela nepatří do žádné společenské kasty a není zavázán žádné ideji. Považuje se za osamělého metafyzického dobrodruha, za titánského pána svého osudu a hledače absolutna. Dobytí města Wormsu, které se vzbouřilo proti svému biskupovi, krutosti války a také láska ke krásné a obětavé Hildě Goetze přimějí ke snaze změnit se v mystika a hlasatele humanistické a altruistické lásky. Další trpké zkušenosti ho nakonec přimějí dále svůj postoj poopravit, přiznat naivitu tohoto druhu humanismu a přijmout prvek nezbytného revolučního násilí, které jedině prostředkuje cestu ke spravedlivé společnosti. Hra představuje mj. apologii Sartrova vztahu k marxismu a politice komunistické strany, vyjadřuje však také jeho ateistickou filosofii.
- Vězňové z Altony (1959) – Drama, které zachycuje poválečnou realitu Německa, jeho nezvládnutou nedávnou minulost; podle autorova přiznání je však tento rámec jen jinotajnou kritikou francouzského chování v Alžírsku (srov. motiv Franzova mučení civilního obyvatelstva na východní frontě za druhé světové války). – Smrtelně nemocný lodní rejdař a milionář Gerlach svolává do své vily na hamburském předměstí své blízké (dcera Leni, syn Werner, snacha Johanna), aby jim kromě rozdělení dědictví svěřil rodinné tajemství, známé ovšem Leni. V odlehlém pokojíku žije izolovaný a pološílený Gerlachův syn Franz, který podle letité legendy padl za války v Rusku. Franz nevychází z pokoje a třináct let po válce neví o světě venku téměř nic. Podmínkou umírajícího Gerlacha je, aby pozůstalí nechali Franze žít v jeho pokoji a do značné míry sdíleli jeho společenskou izolaci – z důvodů, které nejsou zcela zřejmé. Mezi Johannou a Franzem se rozvine vzájemná náklonnost. Z výkladu starého Gerlacha a zmateného svěřování Franze začíná vyplývat, že Franz byl původně idealistickým antinacistou, který si hnusil svého otce i jeho pragmatické akceptování hitlerovského režimu. Jednou v nočním parku objevil uprchlého vězně z koncentračního tábora, židovského rabína a pokusil se ho zachránit. To se nezdaří, rabín je před Franzovýma očima zavražděn gestapem a Franz musí za trest narukovat na východní frontu. Jak přiznává Johanně, dopouštěl se tu krutostí na civilním obyvatelstvu a zúčastnil se mučení. Johannu toto svěření od její zamilovanosti do Franze nadobro odradí. Franz i jeho otec proto volí společnou dobrovolnou smrt v automobilu.

## Obraz v umění
- Jean-Paul Sartre a Simone de Beauvoir jsou hlavními postavami rozhlasové hry Benjamina Kurase Sebeklamy : lehce absurdní rozhlasové komedie s francouzsko-levičáckými nápěvy, režie: Michal Bureš, v hlavních rolích Hana Maciuchová a Igor Bareš, zpracováno v Českém rozhlasu - Vltava v roce 2013.[21]